# 금리단길
금리단길(金理團길, geumridan-gil)은 대한민국의 경상북도 경주시에 위치한 핫플레이스 중 하나이다.

## 개요
경주시 대표 번화가는 영화관과 여러 프랜차이즈 상점, 음식점, 의류 판매점이 위치한다. 버스킹과 퍼포먼스 공연 등 다양한 볼거리와 즐길거리가 있으며, 넓은 공영주차장과 쾌적한 숙박시설도 갖추고 있다. 대릉원, 천마총 등 주요 유적지와 인접해 관광에 용이하며, 경주고속터미널과 신경주역 접근성도 뛰어나다.
기존의 경주 중심 상가인 구도심 명칭을 금리단길로 변경하여 황리단길과 황금거리로 통합 브랜드화했다. 이를 통해 대릉원, 경주월드 등 주요 관광지 방문객들의 금리단길 방문을 유도하고 균형 있는 발전을 도모하고 있다. 2026년까지 신라의 거리, 스마트 신라, 신라의 청춘, 신라의 연합 총 4개의 테마로 사업을 진행할 계획이다.
상권 활성화를 위해 정기적인 야시장, 금리단 아트 페스타, 거리예술 위크 등의 문화 행사가 개최되고 있으며, 빈 점포를 활용한 예비 창업자 육성 사업도 진행 중이다.
금리단길은 넓은 상권 구역에 다수의 공영·민영 주차장을 갖추고 있어 관광객 편의를 제공한다.

## 같이 보기
- 경주시
- 황리단길